# 乙基谷硫磷
乙基谷硫磷是一种磷酸酯类广谱杀虫剂，分子式C
12H
16N
3O
3PS
2，有剧毒，并被列入美国国家环保局制定的《极度危险物质列表》中。